# Portrait de femme (del Piombo)
Pour les articles homonymes, voir Portrait de femme.
Portrait de femme (auparavant La Fornarina) est une peinture à l'huile sur toile de 68 × 55 cm réalisée en 1512 par le peintre italien de la Renaissance Sebastiano del Piombo et conservée au musée des Offices à Florence.

## Histoire
Dans l'inventaire de 1589, l'œuvre était attribuée à Raphaël, puis, jusqu'en 1784, à Giorgione. Le directeur de la galerie Tommaso Puccini revint sur l'attribution originale à Raphaël en 1793, l'exposant à la Tribune des Offices et déclarant qu'il s'agissait du portrait décrit par Vasari de La Fornarina, la maîtresse de Raphaël.
Des historiens de l'art plus récents, tels que Morelli, Bernard Berenson, Adolfo Venturi et Lucco, ont finalement attribué l'œuvre sans réserve à Sebastiano del Piombo. Malgré cela, le tableau est encore parfois désigné sous le titre traditionnel du XVIIIe siècle de Fornarina.
Une copie du tableau, peut-être autographe, est conservée au musée du Palazzo Venezia à Rome.

## Description et style
Le tableau des Offices est incontestablement influencé par Raphaël, reconnaissable dans la pose, l'éclairage et l'attention portée au rendu des effets de matière des vêtements, comme dans le manteau de fourrure que la femme tient sur une épaule. L'effet avec lequel la femme émerge du fond sombre n'est pas sans rappeler le sfumato de Léonard de Vinci. Cependant, la couleur dense et corsée est incontestablement vénitienne, surtout dans le teint, ce qui rend possible la réalisation par Sebastiano dans les premières années de son séjour à Rome, lorsqu'il travaillait pour Agostino Chigi.
On ne sait pas qui est la femme représentée, la tête élégamment inclinée vers l'avant et le regard tourné vers le spectateur. Le seul indice est le fait qu'elle porte une couronne de brindilles avec des feuilles, probablement du laurier, et donc faisant référence à une poétesse.
Les bijoux qu'elle porte sont discrets, adaptés à une classe moyenne et supérieure, certainement pas à une souveraine : à son petit doigt une bague avec une pierre précieuse, à ses oreilles deux pendentifs en perles, un collier doré dans le décolleté.